# Baničina
Baničina (izvirno srbsko Баничина) je naselje v Srbiji, ki upravno spada pod Občino Smederevska Palanka; slednja pa je del Podonavskega upravnega okraja.

## Demografija
V naselju, katerega izvirno (srbsko-cirilično) ime je Баничина, živi 940 polnoletnih prebivalcev, pri čemer je njihova povprečna starost 41,7 let (39,9 pri moških in 43,6 pri ženskah). Naselje ima 332 gospodinjstev, pri čemer je povprečno število članov na gospodinjstvo 3,52.
To naselje je, glede na rezultate popisa iz leta 2002, večinoma srbsko, a v času zadnjih treh popisov je opazno zmanjšanje števila prebivalcev.
|  |

| Demografija | Demografija     | Demografija     |
| Leto        | Št. prebivalcev | Št. prebivalcev |
| ----------- | --------------- | --------------- |
|             |                 |                 |
|             |                 |                 |
|             |                 |                 |
|             |                 |                 |
| 1948        | 1843            |                 |
| 1953        | 1840            |                 |
| 1961        | 1755            |                 |
| 1971        | 1528            |                 |
| 1981        | 1357            |                 |
| 1991        | 1288            | 1211            |
| 2002        | 1247            | 1169            |
|             |                 |                 |

| Etnična sestava po popisu iz leta 2002 | Etnična sestava po popisu iz leta 2002 | Etnična sestava po popisu iz leta 2002 | Etnična sestava po popisu iz leta 2002 | Etnična sestava po popisu iz leta 2002 |
| -------------------------------------- | -------------------------------------- | -------------------------------------- | -------------------------------------- | -------------------------------------- |
| Srbi                                   | Srbi                                   |                                        | 1.164                                  | 99,57%                                 |
| Črnogorci                              | Črnogorci                              |                                        | 2                                      | 0,17%                                  |
| Madžari                                | Madžari                                |                                        | 1                                      | 0,08%                                  |
| Makedonci                              | Makedonci                              |                                        | 1                                      | 0,08%                                  |
| Neznano                                | Neznano                                |                                        | 0                                      | 0,0%                                   |